# Grigol Robakidze
Grigol Robakidze (georgià გრიგოლ რობაქიძე) (Sviri, Imerècia, 1882 – Ginebra, 1962) fou un escriptor georgià.
Estudià a Kutaisi, Leipzig i Tartu; va viure a Alemanya fins al 1908, on hi fou influït fortament pel pensament de Friederich Wilhelm Nietzsche i va fer amistat amb els escriptors Stefan Zweig i Nikos Kazantzakis. De tornada, formà part del grup literari simbolista a Tsisperi kantsebi (Banyes blaves) amb Pavlo Iashvili, Galaktion Tabidze i Titsian Tabidze.
El 1917 fou fundador de la Unió d'Escriptors Georgians. El 1919 fou delegat a París de la República Democràtica de Geòrgia i redactor del diari Sakartvelos. Fou força actiu en el moviment nacionalista georgià, i per això el 1930 s'exilià a Suïssa. El 1941 fou un dels caps del Comité de la Independència Georgiana, i el 1942 un dels fundadors de la Kartvel Traditsionalistta Kavshiri (Unió de Tradicionalistes Georgians, KTK), amb Mikhail Tsereteli, Irakli Bagrationi i Shalva Maglakelidze, i cap de la Tetri Giorgi (Jordi Blanc).
Va viure a Alemanya del 1935 al 1945, i a Suïssa del 1935 al 1942. Dirigí a París el diari Bedi Kartlisa (Destí de Georgia), i escriví les peces Lamara (1928) i Guelis peranga (La camisa de serp, 1926).